# Confessions on a Dance Floor
Confessions on a Dance Floor (с англ. — «Исповедь на танцполе») — десятый студийный альбом американской певицы Мадонны, выпущенный в 2005 году. Диск стал своеобразным возвращением к корням: музыкальный материал отсылает к эпохе диско — времени, когда произошло становление Мадонны-певицы. Альбом стал одним из самых успешных альбомов Мадонны — всего за пару месяцев он был распродан тиражом более пяти миллионов экземпляров и возглавил хит-парады в 40 странах. Всемирные продажи, по разным оценкам, составили от 8,5 до 12 млн копий.
Основным продюсером альбома стал Стюарт Прайс, музыкант, специализирующийся на танцевальной диско-музыке и выступающий под псевдонимом Жак Лю Конт, он же Les Rhythmes Digitales.
В альбоме отсутствуют баллады, все композиции выдержаны в танцевальном звучании. Альбом записан без пауз между треками, за исключением лимитированного коллекционного издания, в котором последняя песня — бонус-трек «Fighting Spirit» — отделена от остальных стандартной двухсекундной паузой.
Впервые за всю карьеру Мадонны альбом был также представлен для продажи в цифровом виде в интернет-магазине iTunes. Альбом также выпущен в 5 вариантах: стандартное издание на компакт-диске, лимитированное издание на компакт-диске с бонус-треком, iTunes-микс, записанный в один трек, без разделения на отдельные песни, отдельные композиции на iTunes, издание на виниловом диске с разделением на отдельные песни.

## Предыстория

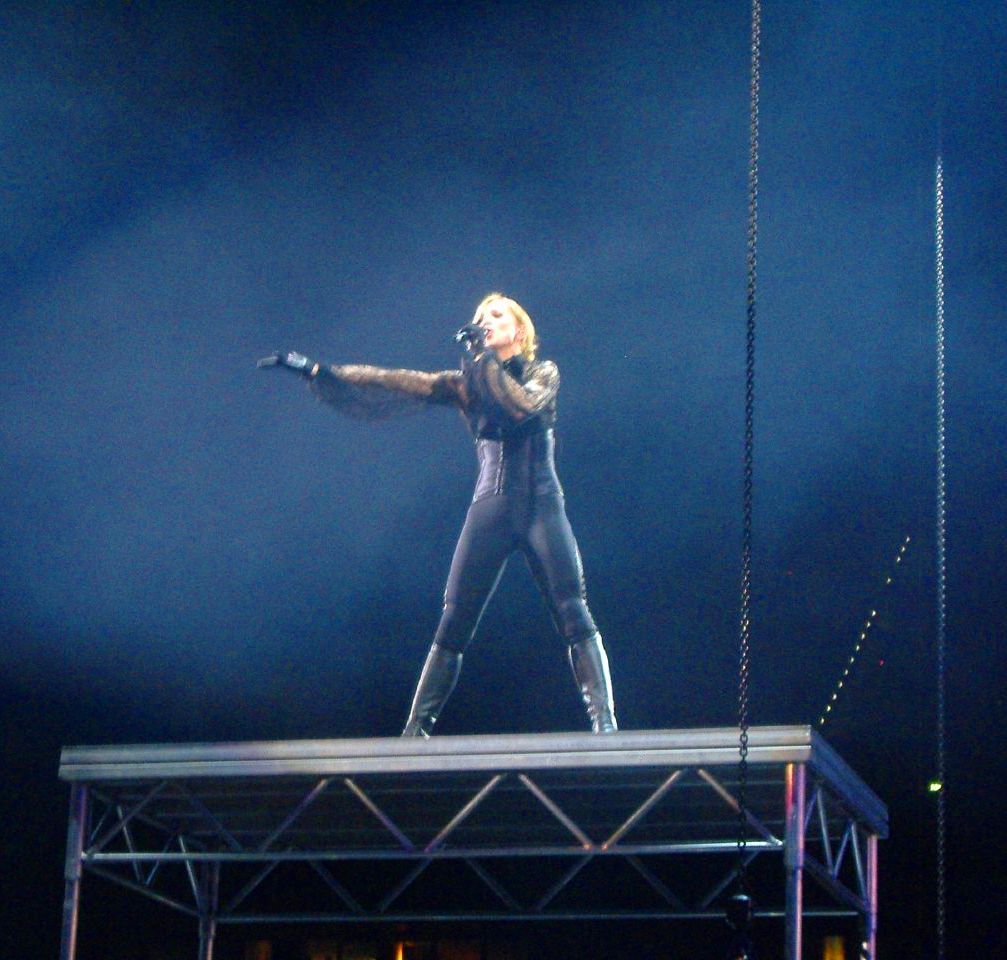
Мадонна исполняет песню «Jump» в рамках Confessions Tour

Confessions on a Dance Floor — это десятый студийный альбом Мадонны. В нём объединены элементы диско из 1970-х, электропоп 1980-х годов и современной клубной музыки на сегодня. Она решила включить элементы диско в свои песни, с желанием не переделать музыку из прошлого, но, чтобы отдать честь артистам как Bee Gees и Giorgio Moroder. Песни отражают мысли Мадонны о любви, славе и религии, отсюда и название альбома. Он был полной противоположностью от её предыдущей работы American Life (2003), где песни были в форме обличительной речи, направленной на американское общество. Тем не менее, Мадонна решила взять другое направление для альбома.
Что касается истории создания, Мадонна прокомментировала: 
«Когда я писала American Life, я была очень взволнована тем, что происходит в мире, […] Я была зла. У меня было много того, что я хотела искренне высказать. Я сделала много политических заявлений. Но теперь я чувствую, что я просто хочу получить удовольствие, я хочу танцевать, я хочу чувствовать себя плавучей и я хочу дать другим людям то же самое чувство. И без того очень много безумия в окружающем нас мире, и я хочу, чтобы люди… просто могли быть счастливыми».
Она начала работать с Мирвэ Ахмадзайем, с которыми она ранее писала свой альбом Music (2000). Однако это сотрудничество не устраивало музыкальное направление Мадонны. По словам Мадонны, «[Продюсер] Мирвэ также очень политически активный и интеллектуальный. Все, что мы сделали, сидели и разговаривали о политике все время. Так, что эти разговоры не могли не найти отражения в музыке.» Таким образом, после записи двух песен с Мирвэ (эти песни стали бонус-треками к альбому), Мадонна решила прекратить проект и начать все заново. Именно тогда она обратилась к Стюарту Прайсу, который был музыкальным руководителем её двух предыдущих гастролей и соавтором одной песни на American Life. Они начали своё сотрудничество с целью создания фильма. Но планы на фильм были расформированы. Таким образом, Мадонна и Прайс решили использовать композиции для альбома. По словам Мадонны, это было легко для неё, чтобы перейти от настроения её предыдущего альбома, так как она уже выражала свои политические взгляды в фильме «Мадонна. Я хочу открыть вам свои секреты».

## Запись

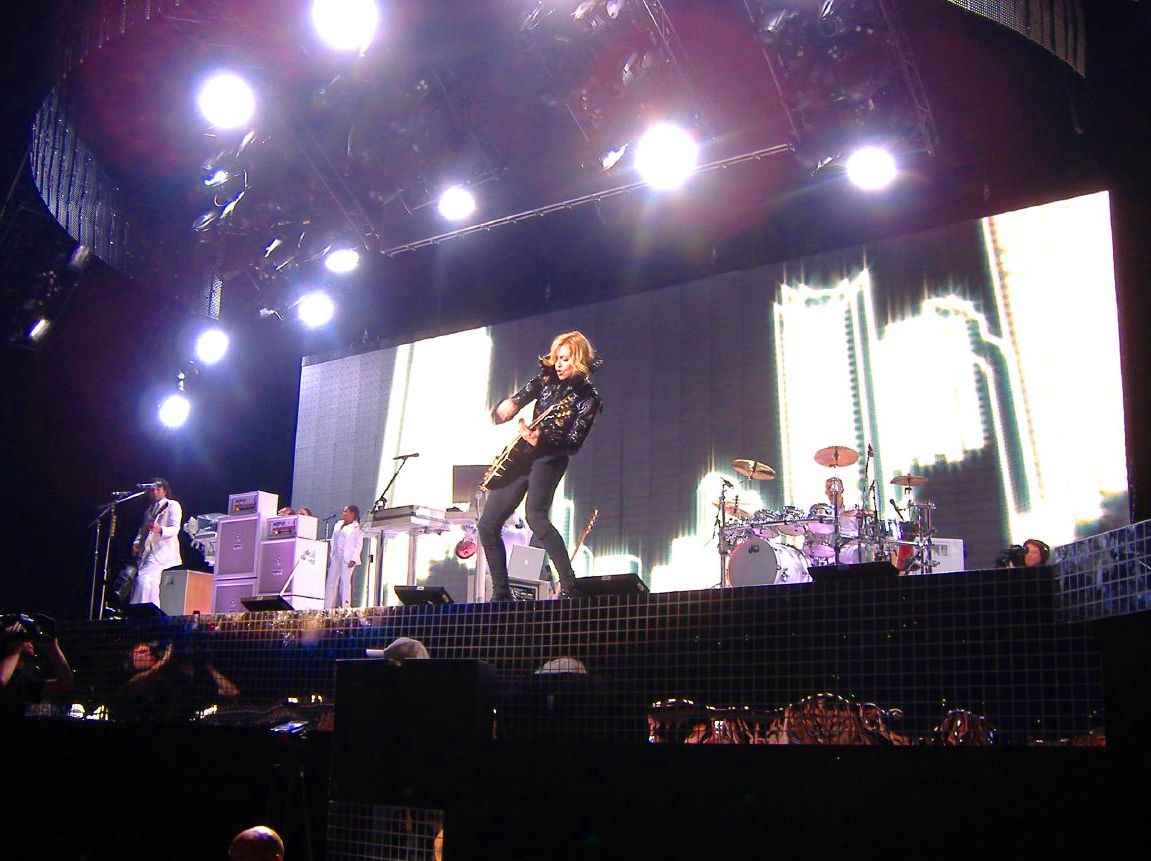
Мадонна исполняет «I Love New York» на концерте Confessions Tour. Песня повествует о любви певицы к Нью-Йорку

В интервью Billboard, Мадонна отметила, что процесс записи проходил нестабильно и довольно забавно. По её словам, Прайс не спал по ночам и работал над песнями. Ему помогло то, что он является диджеем и мог работать по ночам. Это дало Мадонне возможность работать над другими моментами. Она отметила тот факт, что она и Прайс имеют разные характеры, которые помогли им в их совместной работе. Песни в основном были записаны в доме Прайса. Мадонна сказала: 
«Мы делали много записей у него дома. Я приезжала к нему с утра, а Стюарт выходил на порог двери в носках. Так мы работали всю ночь напролёт. Я делала ему чашку кофе и говорила: «Стюарт, у тебя дома бардак, а в холодильнике даже съесть нечего! Тогда я звонила кому-нибудь из своего дома чтобы привезли чего-нибудь поесть. Мы выглядели очень странной парочкой»
Она также уточнила, что их дружеские отношения связаны с тем, что они гастролировали вместе в рамках тура Мадонны Re-Invention World Tour. Таким образом, Мадонна объясняла, что её отношения с Прайсом были больше похожи на отношения брата и сестры, чем на формальное сотрудничество.

## Музыка и лирика
Музыкально альбом напоминает грамотно составленный ночной диджейский сет для клубной вечеринки. Музыка начинается с лёгких и счастливых интонаций. В открывающей альбом песне «Hung Up» был использован моментально узнаваемый семпл из песни ABBA «Gimme! Gimme! Gimme! (A Man After Midnight)», что было невиданной редкостью, поскольку правообладатели и бывшие участники ABBA Бенни Андерссон и Бьорн Ульвеус известны своей жёсткостью в вопросах лицензирования треков ABBA. Для этого Мадонна написала личное письмо Андерссону и Ульвеусу, которые дали Мадонне разрешение на использование трека.
«Мы всегда говорим „нет“ на такие просьбы, — рассказал журналистам Бьёрн Ульвеус, — но в этот раз мы не смогли отказаться. Ассистент Мадонны приехал к нам в Швецию с готовым треком, и он был так классно сделан, что мы немедленно дали своё согласие»
 Другие исполнители, повлиявшие на запись, в том числе Pet Shop Boys, Depeche Mode и Daft Punk, также были использованы в альбоме, как и диско-хиты парижской DJ Cerrone. Она самостоятельно сделала трек «Get Together», который отсылает к песне «Holiday» (1983). Влияние танцевальных клубов видно на третьем треке «Sorry». В альбоме есть песня под названием «Forbidden Love», в которую были включены элементы работы электронной группы Kraftwerk. Песня является реминисценцией на одноимённую песню из альбома Bedtime Stories (1994).

## Отзывы критиков
| Совокупная оценка      | Совокупная оценка |
| Источник               | Оценка            |
| ---------------------- | ----------------- |
| Metacritic             | 80/100            |
| Оценки критиков        |                   |
| Источник               | Оценка            |
| Allmusic               | [ 11 ]            |
| BBC Music              | (favorable)       |
| Billboard              | (favorable)       |
| Entertainment Weekly   | B+                |
| The Guardian           | [ 14 ]            |
| Observer Music Monthly | [ 15 ]            |
| Rolling Stone          | [ 16 ]            |
| Slant Magazine         | [ 1 ]             |
| Stylus Magazine        | A−                |
| Time                   | (favorable)       |

Confessions on a Dance Floor получил всеобщее признание от музыкальных критиков, получив оценку 80/100 от Metacritic на основе 28 профессиональных обзоров. Кейт Колфилд из Billboard заявил, что Confessions является «долгожданным возвращением королевы поп-музыки». Стивен Томас Эрльюин из Allmusic заявил, что Confessions альбом, созданный ветераном музыкальной арены для «танцевальных клубов, или, другими словами, основной аудитории Мадонны». Алан Braidwood с BBC отметил, что «это самый коммерческий альбом Мадонны, сделанный в 15 лет, и он волшебный». Дэвид Браун из Entertainment Weekly отметил, что «все кажется головокружительным и спонтанным, хотя эта пластинка редкое исключение». Питер Робинсон из Observer Music Monthly заявил, что альбом стоит наряду с другими альбомами Мадонны, такими как True Blue (1986) и Like a Prayer (1989). Он отметил работу продюсера Стюарта Прайса, сказав, что Confessions явно не мог существовать без Мадонны, но Стюарт всё равно крадёт атмосферу шоу.

## Продвижение
В поддержку альбома Мадонна отправилась в тур под названием Confessions Tour, дав первый концерт 21 мая 2006 г. в американском Лос-Анджелесе, дальнейшими местами концертов стали крупнейшие города Северной Америки, такие как Лас-Вегас, Чикаго, Монреаль, Нью-Йорк, Бостон и Майами. Европейская часть турне началась с концерта в Кардиффе. Затем концерты состоялись в Великобритании, Италии, Германии, Дании, Франции, Нидерландах, Чехии и России. Концерт Мадонны в Москве стал первым выступлением певицы в России и завершил европейскую часть турне. Тур завершился четырьмя концертами в Японии.

## Список композиций
| №   | Название          | Длительность |
| --- | ----------------- | ------------ |
| 1.  | «Hung Up»         | 5:37         |
| 2.  | «Get Together»    | 5:29         |
| 3.  | «Sorry»           | 4:41         |
| 4.  | «Future Lovers»   | 4:52         |
| 5.  | «I Love New York» | 4:11         |
| 6.  | «Let It Will Be»  | 4:18         |
| 7.  | «Forbidden Love»  | 4:22         |
| 8.  | «Jump»            | 3:46         |
| 9.  | «How High»        | 4:40         |
| 10. | «Isaac»           | 6:03         |
| 11. | «Push»            | 3:57         |
| 12. | «Like It or Not»  | 4:32         |

### Бонус-треки
| №   | Название          | Автор(ы)          | Продюсер(ы)               | Длительность |
| --- | ----------------- | ----------------- | ------------------------- | ------------ |
| 13. | «Fighting Spirit» | Madonna, Ahmadzaï | Madonna, Mirwais Ahmadzaï | 3:32         |

| №   | Название    | Автор(ы)          | Продюсер(ы)               | Длительность |
| --- | ----------- | ----------------- | ------------------------- | ------------ |
| 14. | «Super Pop» | Madonna, Ahmadzaï | Madonna, Mirwais Ahmadzaï | 3:42         |

### Confessions Remixed
| №  | Название                                | Автор(ы)                                  | Продюсер(ы)            | Длительность |
| -- | --------------------------------------- | ----------------------------------------- | ---------------------- | ------------ |
| 1. | «Hung Up» (SDP Extended Vocal)          | Ulvaeus, Bjorn, Price, Stuart, Madonna    | SDP                    | 7:57         |
| 2. | «Hung Up» (SDP Extended Dub Mix)        | Ulvaeus, Bjorn, Price, Stuart, Madonna    | SDP                    | 6:21         |
| 3. | «Sorry» (Man with Guitar Mix)           | Price, Stuart, Madonna                    | Price, Stuart, Madonna | 7:21         |
| 4. | «Get Together» (Jacques Lu Cont Mix)    | Madonna, Anders Bagge, Peer Åström, Price | Jacques Lu Cont        | 6:16         |
| 5. | «I Love New York» (Thin White Duke Mix) | Madonna, Price                            | Thin White Duke        | 7:43         |
| 6. | «Let It Will Be» (Papers Faces Mix)     | Madonna, Ahmadzaï, Price                  | Madonna, Stuart Price  | 7:29         |

### Демо
- History (Land Of The Free)
- Keep The Trance
- Triggering